# 958
Évszázadok: 9. század – 10. század – 11. század
Évtizedek: 900-as évek – 910-es évek – 920-as évek – 930-as évek – 940-es évek – 950-es évek – 960-as évek – 970-es évek – 980-as évek – 990-es évek – 1000-es évek
Évek: 953 – 954 – 955 – 956 –  957 – 958 – 959 – 960 – 961 – 962 – 963

## Események

### Európa
- Apor vezetésével magyar sereg vonul Konstantinápolyhoz az éves adóért, de annak fizetését Bíborbanszületett Konstantin császár megtagadja. Ekkor kerül sor Botond állítólagos párviadalára a város kapujánál. A magyarok végigfosztogatják Trákiát majd elvonulnak. Útközben egy Pothosz Argürosz vezette bizánci sereg éjszaka meglepi a táborukat és a zsákmányuk hátrahagyásával elmenekülnek.
- II. Berengár itáliai király elkezdi visszafoglalja a korábban a Bajor Hercegséghez csatolt Veronai Őrgrófságot (Itália egész északkeleti részét) és Canossa várában ostrom alá veszi ellenségét, Adalbert Atto grófot.
- I. Sergius meggyilkolja Amalfi hercegét, II. Masalust és elbitorolja a trónját.
- A leóni nemesség elégedetlenségét kihasználva IV. (Gonosz) Ordoño elűzi a trónról I. Sanchót, aki olyan kövér hogy már lovagolni sem tud. Sancho Pamplonába menekül nagybátyjához, ahol Toda királyné közvetítésével III. Abd al-Rahmán córdobai kalifa elküldi hozzá orvosát, Hászdái ibn Sáprutot, hogy segítsen neki lefogyni.
- Meghal Drogon, Bretagne fiatal hercege, valószínűleg II. Fulkó anjou-i gróf gyilkoltatta meg. Utóda féltestvére, a törvénytelen születésű I. Hoel.
- Meghal Gorm dán király. Utóda fia, Kékfogú Harald.
- Meghal I. Szumbat, a kaukázusi Ibéria királya Utóda fia, II. Bagrat.

### Bizánci Birodalom
- A keleti határvidéken Ióannész Tzimiszkész betör Észak-Mezopotámiába, elfoglalja Dara városát és legyőzi a Szajf al-Daula aleppói emír által küldött sereget. Ezután ostrom alá veszi Szamoszatát és a felmentő sereggel érkező emírre a rabani csatában súlyos vereséget mér.

### Észak-Afrika
- Al-Muizz fátimida kalifa megbízza hadvezérét, Dzsauhar al-Szikillit a Magreb nyugati felének visszafoglalásával. Dzsauhar legyőzi és meghódoltatja a berber zenata törzsszövetséget, majd elfoglalja a gazdag sivatagi kereskedővárost, Szidzsilmaszát.

## Születések
- II. Baszileiosz, bizánci császár
- I. Jaropolk, kijevi nagyfejedelem
- Ottó-Vilmos, burgundi gróf
- Rincsen Szangpo, tibeti buddhista szerzetes
- Sámuel, bolgár cár
- I. Vlagyimir, kijevi nagyfejedelem

## Halálozások
- október 15. - Toda Aznárez, pamplonai királyné
- Drogon, breton herceg
- Gorm, dán király
- I. Szumbat, ibériai király